# 기자라 이즈미
기자라 이즈미(木皿 泉)는 일본의 각본가 2명의 공동 필명이다. 일본의 텔레비전 드라마 《수박》, 《노부타 프로듀스》, 《Q10》 등으로 알려져 있다.
이즈미 쓰토무 (和泉 務)와 메가 도키코 (妻鹿 年季子) 둘이서 집필하며, 두 사람은 2007년 1월에 결혼했다.

## 내력
2003년 《수박》으로 연속극에 진출했다. 시청률은 낮았으나, 첫 연속극 각본에도 불구하고 제22회 무코다 구니코상을 수상하는 등 높은 평가를 받았다.
2005년 《노부타 프로듀스》는 마지막화에서 최고 시청률 18.2%를 기록하는 등 높은 시청률을 기록했다. 원작에선 남자였던 '노부타'를 여자로 변경한 것은 방송국과 스폰서의 의향이라고 알려져 있으나, 제작 당초에 기자라가 원한 것이었다.
2007년 4월에는 NTV의 신설된 드라마 시간대(화요일 밤 10시) 첫 작품인 《섹시 보이스 앤 로보》의 각본을 맡았다.
2013년에는 《어젯밤 카레, 내일의 빵》을 발표하며 소설가로 데뷔하였다. 첫 소설인 이 작품으로 제11회 서점 대상(제2위)과 제27회 야마모토 슈고로상의 후보로 선정되었으며, 2014년 10월에는 NHK BS 프리미엄에서 자신이 각본을 맡으며 드라마로 만들어졌다.

## 작품

### 텔레비전 드라마
- 역시 고양이가 좋아 (시즌 2, 1990년 ~ 1991년, 스페셜판 2005년)
- 해파리가 잠들 때까지 (1998년 ~ 1999년)
- 수박 (2003년)
- 노부타 프로듀스 (2005년)
- 섹시 보이스 앤 로보 (2007년)
- Q10 (2010년)
- 어젯밤의 카레, 내일의 빵 (2014년)

### 극장판 애니메이션
- 하루 (2013년)

### 저서
- 어젯밤의 카레, 내일의 빵 (2013년)